# Attisk sälta
Attisk sälta eller attiskt salt har den som uttrycker sig elegant och träffsäkert satiriskt. Ordet "attisk" avser Attika, den halvö där Aten ligger.